# 吉星乡 (乐山市)
吉星乡，是中华人民共和国四川省乐山市金口河区曾经下辖的一个乡。2019年12月，撤销吉星乡，将其所属行政区域划归金河镇管辖。

## 行政区划
吉星乡撤销前下辖以下地区：
金星村、同心村、联合村、民政村和柏香村。